# Morgonen (dikt)
Morgonen, med inledningsorden "Solen några purpurdroppar ren på österns skyar stänkt …" är en dikt av Johan Ludvig Runeberg, skriven 1831 och tryckt i kalendern "Vinterblommor för 1832", och utvidgad med en strof då den trycktes i Helsingfors Morgonblad fredagen den 2 november 1832.

## Tonsättningar
- Jean-Jacques Rousseau. Musik av Rousseau till vilken Runebergs text fogats.[5]
- Karl Collan, för sång och piano
- Ludvig Norman, för sång och piano i "Sånger Wid Piano Forte, andra häftet nr 1"[6]
- Jean Sibelius (1917), för sång och piano op. 90 nr 3
- David Wikander, 2-stämmig kanon[7]
- Oskar Lindberg (1944) för 3-stämmig damkör och piano[8]
- Erik Blomberg, (1990) för blandad kör a cappella[9]